# Liste der denkmalgeschützten Objekte in Ernsthofen
Die Liste der denkmalgeschützten Objekte in Ernsthofen enthält die denkmalgeschützten, unbeweglichen Objekte der Gemeinde Ernsthofen im niederösterreichischen Bezirk Amstetten.

## Denkmäler
| Foto |                 | Denkmal                                                                                  | Standort                            | Beschreibung | Metadaten |
| ---- | --------------- | ---------------------------------------------------------------------------------------- | ----------------------------------- | --- | --- |
| ja   | Datei hochladen | Kath. Filialkirche hl. Wolfgang HERIS-ID: 31121 Objekt-ID: 28049                         | Kanning Standort KG: Aigenfließen   | Eine turmlose spätgotische Saalkirche aus dem dritten Viertel des 15. Jahrhunderts mit einem Langchor. Die Steinkanzel mit einer Kassettenbrüstung stammt aus dem ersten Viertel des 16. Jahrhunderts. Der Hochaltar ist mit 1730 datiert, der linke Seitenaltar aus dem Jahr 1669 war der Hochaltar der Pfarrkirche Ernsthofen und wurde 1894 hierher übertragen, so wie die Orgel 1871, ein Werk von Nikolaus Rummel aus dem Jahr 1767. | BDA-Hist.: Q37940384 Status: § 2a Stand der BDA-Liste: 2025-06-30 Name: Kath. Filialkirche hl. Wolfgang GstNr.: 1969 Filialkirche Kanning                          |
| ja   | Datei hochladen | Pfarrhof HERIS-ID: 31118 Objekt-ID: 28046                                                | Kirchenplatz 9 Standort KG: Rubring | Ein zweigeschoßiger Bau, der 1781 als Vikariatshaus errichtet und mehrfach modernisiert wurde. | BDA-Hist.: Q37940365 Status: § 2a Stand der BDA-Liste: 2025-06-30 Name: Pfarrhof GstNr.: .71                                                                       |
| ja   | Datei hochladen | Kath. Pfarrkirche hl. Maria auf der Flucht nach Ägypten HERIS-ID: 31117 Objekt-ID: 28045 | Standort KG: Rubring                | Eine frühbarocke Saalkirche mit vorgestelltem Südturm, die ursprünglich am Ennsufer stand, 1662 abgetragen und an jetziger Stelle unter Wiederverwendung brauchbarer Teile und mit weitgehender Beibehaltung des alten Grundrisses wiedererrichtet wurde. Die Einrichtung ist weitgehend in neoromanisch-neogotischen Stil aus den Jahren 1871 bis 1895. Die Orgel aus dem Jahr 1871 ist ein Werk von Orgelbau Breinbauer.                | BDA-Hist.: Q37940353 Status: § 2a Stand der BDA-Liste: 2025-06-30 Name: Kath. Pfarrkirche hl. Maria auf der Flucht nach Ägypten GstNr.: .69 Pfarrkirche Ernsthofen |